# نينا كورتيس
نينا كورتيس (بالإنجليزية: Nina Curtis)‏ هي ربانة ‏ أسترالية، ولدت في 24 يناير 1988 في سيدني في أستراليا.

## وصلات خارجية
- نينا كورتيس على موقع الاتحاد الدولي للملاحة الشراعية (موقع جديد) (الإنجليزية)
- نينا كورتيس على موقع الاتحاد الدولي للملاحة الشراعية (موقع قديم) (الإنجليزية)
- نينا كورتيس على موقع اللجنة الأولمبية الدولية (الإنجليزية)
- نينا كورتيس على موقع أوليمبيديا (الإنجليزية)
- نينا كورتيس على موقع اللجنة الأولمبية الأسترالية (الإنجليزية)